# Diego Costa
Diego da Silva Costa (Lagarto, 7 de octubre de 1988) es un futbolista brasileño, nacionalizado  español. Juega en la posición de delantero y actualmente está libre tras abandonar la disciplina del Gremio de Porto Alegre.
Con el Atlético de Madrid se proclamó campeón de la Supercopa de Europa en 2010, 2012 y 2018, de la Copa del Rey en 2013 y de la Liga en 2014. También se proclamó subcampeón de la Liga de Campeones de la UEFA con el Atlético de Madrid en el año 2014 tras caer ante el Real Madrid C.F. con un marcador de 4-1. Es el jugador que más goles ha anotado con el club colchonero en una única edición de la Liga de Campeones de la UEFA, con ocho tantos, empatado con Vavá.
Sus actuaciones con el club rojiblanco durante la temporada 2013-14 le llevaron a debutar con la selección brasileña el 21 de marzo de 2013 y disputar dos amistosos. Al no disputar ningún partido oficial con la selección brasileña y tener la nacionalidad española, debutó con la selección española de fútbol en 2014 y disputó el Mundial de Brasil ese mismo año.
Con el Chelsea se proclamó campeón de la Premier League y de la Copa de la Liga en 2015.

## Trayectoria

### Inicios
Llegó a Europa de la mano del Sporting de Braga en la segunda mitad de la temporada 2005-06. La primera parte de la temporada siguiente la empezó cedido en el Futebol Clube Penafiel antes de fichar por el Atlético de Madrid y acabar la temporada cedido en el conjunto minhoto.

### R. C. Celta de Vigo
La temporada 2007-08 jugó cedido en el Real Club Celta de Vigo por el Atlético de Madrid, donde anotaría un total de seis goles.

### Albacete Balompié
La temporada 2008-09 llegó a préstamo al Albacete Balompié, donde es titular indiscutible. Disputó un total de treinta y cinco partidos y anotó una decena de goles.

### Real Valladolid C. F.
En la temporada 2009-10, dentro de la operación del fichaje del portero Sergio Asenjo por el Club Atlético de Madrid, Diego Costa fue traspasado al Real Valladolid, guardándose el club madrileño una opción de recompra el primer año por un millón de euros. El 17 de noviembre, el Atlético de Madrid hizo público que repescaría al jugador para la temporada 2010-11. Aquella temporada el Real Valladolid terminó bajando a Segunda División y Diego Costa anotó 8 goles en la competición liguera.

### Atlético de Madrid

#### Primer año en el equipo
Durante la pretemporada 2010-11, el Club Atlético de Madrid tenía cuatro extranjeros en la plantilla. Las dos primeras plazas estaban decididas pero la tercera deberían disputársela durante la pretemporada Eduardo Salvio y Diego Costa. Finalmente, fue Diego el que convenció al entrenador Quique Sánchez Flores y se quedó en el Atlético de Madrid y Salvio el que salió cedido rumbo al S. L. Benfica.
Su primera temporada en el Atlético de Madrid no pudo comenzar mejor, pues el 29 de agosto de 2010 consiguió su primer título. Al imponerse en la Supercopa de Europa al Inter de Milán, campeón de la Liga de Campeones, por dos goles a cero.
Durante el resto de la temporada, ante la presencia de Diego Forlán y Sergio Agüero, como delanteros del equipo, Diego Costa tuvo pocas oportunidades. La mayoría de las ocasiones en las que fue titular fue debido a la ausencia de uno de los dos aunque en la última parte de la temporada jugó de titular por delante de Diego Forlán tras la polémica de este con el entrenador Quique Sánchez Flores.
Su mejor actuación se produjo en un partido en el campo del Club Atlético Osasuna. En el que Diego Costa jugó como único delantero y consiguió anotar un triplete para dar la victoria a su club por tres a uno.

#### Rayo Vallecano
De nuevo, para la temporada 2011-12 el Atlético de Madrid tenía cuatro extranjeros en la plantilla y durante la pretemporada se debía decidir si salía cedido otra vez Salvio o sería Diego Costa. La situación se solucionó esta vez a favor de Salvio ya que durante el mes de julio Diego Costa se rompió el ligamento cruzado anterior y el menisco de la rodilla derecha teniendo que estar de baja durante seis meses aproximadamente. Debido a esta lesión y a su condición de extracomunitario, no fue inscrito en la Liga durante la temporada 2011-12.
El 23 de enero de 2012, ya recuperado de su lesión, se anunció oficialmente su cesión hasta final de temporada al Rayo Vallecano de Madrid. El 5 de febrero, debutó con su nuevo club en el partido de Liga frente al Real Zaragoza. Entró al campo en el minuto 46 y en el 74 anotó su primer gol con su nueva camiseta que puso el empate a uno en el marcador. Finalmente, el partido terminó con una victoria del Rayo Vallecano por uno a dos. Con el Rayo Vallecano anotó diez goles en dieciséis partidos que ayudaron al equipo a mantenerse en Primera División.

#### Titularidad
Una vez que finalizó su cesión en el Rayo Vallecano en la temporada 2012-13 regresó al Atlético de Madrid. El 31 de agosto de 2012, consiguió su segunda Supercopa de Europa al vencer al Chelsea Football Club, campeón de la Liga de Campeones de la UEFA, por cuatro goles a uno.

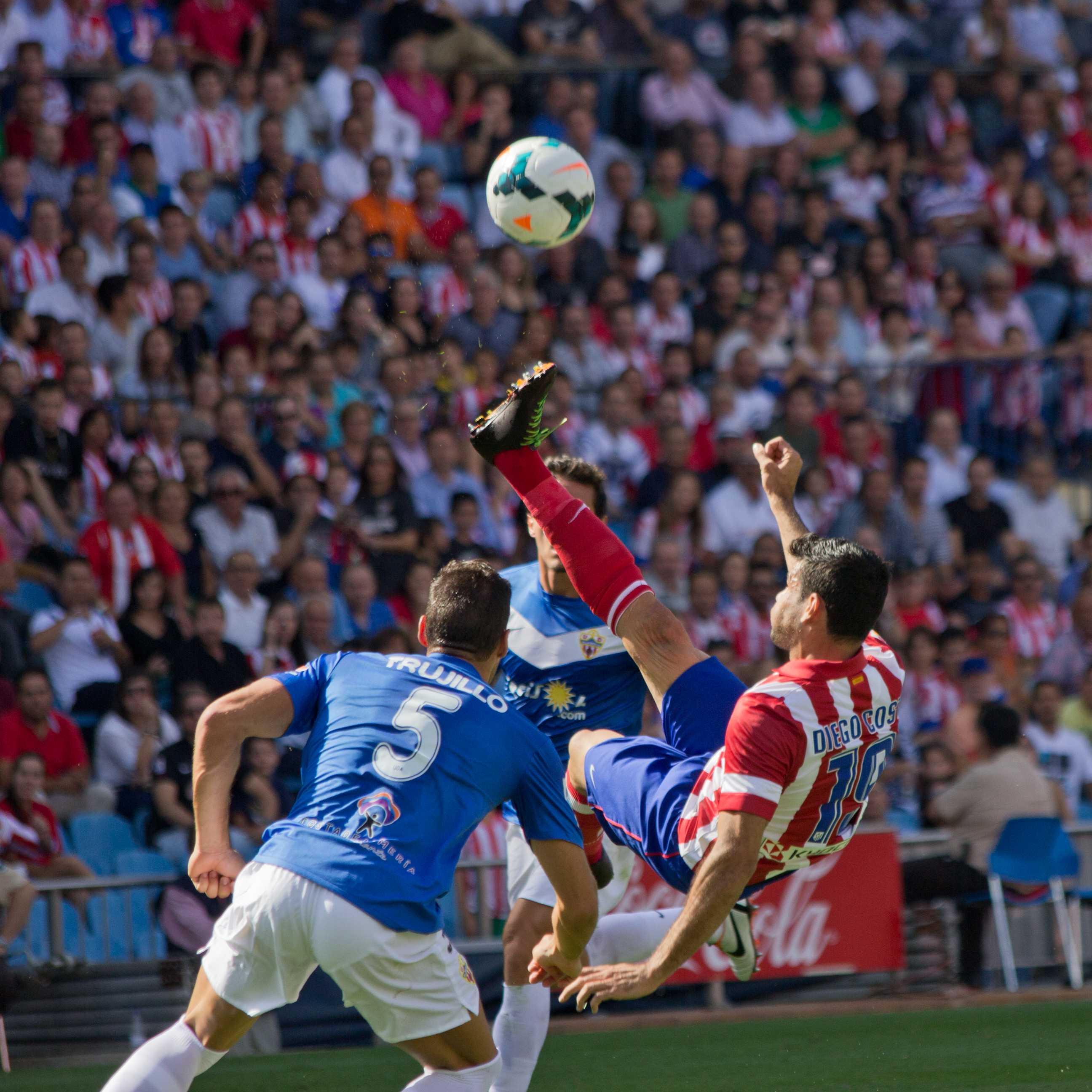
Diego Costa realizando una chilena.

Tras comenzar la temporada como suplente por detrás de Falcao y Adrián, poco a poco se fue ganando la confianza de su entrenador y se convirtió en un fijo en las alineaciones del club colchonero en todos los partidos importantes. Mención especial mereció su actuación en la Copa del Rey de fútbol. El 17 de mayo de 2013, el Atlético de Madrid disputó la final ante su eterno rival, el Real Madrid CF, en el Santiago Bernabéu. Diego Costa llegaba a la final como pichichi de la competición con siete goles en siete partidos, uno por delante de Cristiano Ronaldo que había anotado seis. En la primera parte Cristiano Ronaldo adelantó a su equipo empatando en el primer puesto del pichichi con Diego Costa pero antes del descanso Diego Costa hizo el empate a uno con el que se llegó al final del tiempo reglamentario. Durante la prórroga Miranda hizo el definitivo uno a dos y de esta manera el Atlético de Madrid se proclamó campeón de la Copa del Rey y Diego Costa máximo goleador de la competición con ocho goles en ocho partidos.

#### Campeón de Liga
Al comienzo de la pretemporada, el 5 de julio de 2013, día en el que los jugadores estaban citados para el primer entrenamiento Diego juró la Constitución española obteniendo dicha nacionalidad y dejando de ocupar plaza de extracomunitario. Un mes después, en agosto de 2013 renovó su contrato por tres temporadas más, quedando ligado al Atlético de Madrid hasta 2018. Debido al buen comienzo de Liga que realizó, fue elegido jugador del mes de septiembre. Durante ese mes, Diego disputó cinco partidos como titular en los que anotó cinco goles. El 22 de octubre, Costa marcó en su debut en la Champions League un doblete ante el Austria de Viena, en una victoria a domicilio por cero a tres. El 10 de noviembre, en el empate a uno correspondiente a la decimotercera jornada de Liga, Costa disputó su centésimo partido con la camiseta del Atlético de Madrid. En sus primeros cien partidos anotó cuarenta y cuatro goles.
Durante toda la temporada el Atlético de Madrid estuvo peleando por conseguir el título liguero pero no fue hasta la última jornada en la que se decidió todo. El Atlético se enfrentó en la jornada trigésimo octava al Fútbol Club Barcelona, segundo clasificado y al que le sacaba tres puntos, en el Camp Nou. Debido a que el partido de la primera vuelta había terminado en empate, si el Barcelona ganaba ese partido se proclamaba campeón mientras que al Atleti le bastaba con empatar. Diego Costa fue titular pero en el minuto 16 se lesionó y tuvo que ser sustituido por Adrián. El Barcelona se adelantó mediante un gol de Alexis Sánchez en la primera parte pero al comienzo de la segunda Diego Godín anotó el definitivo empate a uno que proclamaba al club colchonero campeón de Liga. De esta manera, Diego consiguió su primer título liguero. Al finalizar la temporada fue incluido en el once ideal de LaLiga.
En la Liga de Campeones Diego, se perdió los primeros dos partidos debido a la sanción por su expulsión en el último partido que disputó en la Europa League la temporada anterior. Pese a esto se convirtió, empatado con Vavá, en el jugador que más goles ha anotado con el club colchonero en una única edición de la Copa de Europa gracias a los 8 tantos que ayudaron al Atlético de Madrid a clasificarse para jugar la final por segunda vez en su historia. El partido se disputó el 24 de mayo en Lisboa frente al Real Madrid. De nuevo, Diego Costa fue titular pero recayó de su lesión en el minuto 9 y Adrián tuvo que saltar al campo. El Atlético de Madrid se adelantó en la primera parte pero en el tiempo de descuento de la segunda parte Sergio Ramos anotó el empate a la salida de un córner. En la prórroga, el Real Madrid se mostró más fuerte y anotó tres goles más dejando el resultado final en cuatro a uno.
Tras su explosión futbolística, en el periodo 2013-14, fue incluido en la lista Goal 50 en el puesto 14.

### Chelsea F. C.
Tras varios meses de rumores, incluso desde antes de que terminara la temporada, finalmente el 1 de julio de 2014 se hizo oficial que el Chelsea fichaba al jugador hispano brasileño. A cambio de los 38 millones de euros que figuraban en su cláusula de rescisión, firmando por cinco temporadas. Costa hizo su debut oficial con el club de Londres el 18 de agosto de 2014, anotó además su primer gol con el equipo en lo que terminó en una victoria 3-1 como visitante sobre el Burnley FC en la primera fecha de la Premier League 2014-15. Tras sus primeros tres partidos con el equipo inglés en los que anotó cuatro goles, fue elegido jugador del mes de agosto de la Premier League. En el cuarto partido, anotó su primer triplete con el Chelsea, para completar el arranque anotando siete goles en cuatro partidos.
Costa realizó un gran año en su primera temporada en Inglaterra anotando veinte goles en veintiséis partidos disputados que ayudaron al equipo a proclamarse campeón de la Premier League. Al finalizar la temporada fue incluido en el equipo ideal de la Premier. Además del título de Liga, en su primer año también consiguió alzarse con la Copa de la Liga, ganándole la final al Tottenham Hotspur por dos a cero, siendo titular y anotando el segundo gol.
En su segunda temporada con el Chelsea se perdió la Community Shield, que el Chelsea perdió 1-0 ante el Arsenal Football Club. El 23 de agosto, anotó su primer gol de la campaña en la victoria por 3 a 2 ante el West Bromwich Albion, ocasión de gol creada por su compañero de equipo Pedro. Costa anotó su primer gol en la Liga de Campeones para el equipo el 16 de septiembre, con una volea de un pase de Cesc Fàbregas, en la victoria por 4-0 sobre el Maccabi Tel Aviv.
Tres días más tarde, Costa estuvo involucrado en una controversia en la victoria por 2-0 sobre el Arsenal; se golpeó en repetidas ocasiones con Laurent Koscielny y le golpeó el pecho, cayendo al piso, y luego se enfrentó a Gabriel, que presuntamente trató de darle una patada y fue expulsado, aunque el noticiero de ESPN Brasil más tarde mostró que no existió ningún tipo de contacto. Su conducta fue considerada «repugnante» por el entrenador visitante Arsène Wenger, y su compañero Kurt Zouma reaccionó inicialmente diciendo que «a Diego le gusta mucho hacer trampas», aunque más tarde aclaró que se refería a que «Diego es un jugador que mete presión sobre sus oponentes». Como consecuencia, el 21 de septiembre, fue acusado de conducta violenta por parte de la Asociación de Fútbol (FA) inglesa, y al día siguiente se le impuso una suspensión de tres partidos. La expulsión de Gabriel también fue anulada, a pesar de que había recibido una suspensión de un partido y 10 000 £ de multa por su comportamiento inapropiado después de no poder salir del terreno de juego inmediatamente. Después de este incidente, el Daily Express escribió que Costa fue "nombrado jugador más sucio de la Premier League".
Costa volvió de la prohibición el 17 de octubre, cuando marcó y provocó un gol en propia meta de Alan Hutton en una victoria por 2-0 sobre el Aston Villa. Después de una derrota por 1-0 ante el Stoke City el 7 de noviembre, un administrador estadio Britannia hizo una acusación de asalto contra Costa, que se resolvió sin ninguna acción adicional. También ese mes, Costa participó de nuevo en una escaramuza con el defensa del Liverpool, Martin Škrtel, donde apareció golpeando con su bota en el pecho del defensa eslovaco. No fue sancionado por la FA. El 29 de noviembre, Costa estuvo en el banquillo en un partido contra el Tottenham y lanzó su babero al suelo cuando Ruben Loftus-Cheek saltó al campo en vez de él. Mourinho declaró a los medios: "Para mí su comportamiento es normal. Un gran jugador en el banquillo no va a ser feliz".
Costa, Oscar y Fàbregas fueron atacados por seguidores del Chelsea, debido al bajo rendimiento del equipo, lo que condujo a la destitución del entrenador José Mourinho en diciembre de 2015. Costa marcó dos goles en el primer partido bajo el reemplazante interino Guus Hiddink, en un empate 2 a 2 en casa contra el Watford. Costa, que jugó con una máscara protectora después de romperse la nariz en el entrenamiento, mejoró su forma bajo el holandés. Marcó siete veces en sus primeros ocho juegos bajo la nueva dirección.
El 12 de marzo de 2016, Costa recibió su primera tarjeta roja con la camiseta del Chelsea cerca del final del encuentro en la derrota por 2 a 0 de la FA Cup en cuartos de final ante el Everton, partido en el que se enfrentó con su rival Gareth Barry. La repetición parecía mostrar a Costa mordiendo a Barry durante ese enfrentamiento después de haber enfrentado sus cabezas. Antes en el mismo partido, Costa había escupido en dirección del árbitro después de haber sido amonestado por un choque con Barry. Más tarde, tanto Costa como Barry negaron que ocurriese el pique. La sanción de dos partidos de Costa se aumentó a tres, y se le impuso una multa de 20.000 libras. El 2 de mayo, cuando el Chelsea empató 2 a 2 contra el Tottenham para negarles el título, Costa se enfureció con Mousa Dembélé durante una pelea masiva; el belga fue suspendido por ello durante seis partidos.

### Regreso al Atlético de Madrid
Después de un verano complicado, en el cual vivió en Brasil, el 21 de septiembre se hizo oficial su regreso al Atlético de Madrid. Firmando hasta 2021 y con una cláusula de rescisión de 200 millones de euros. El Atleti estaba sancionado sin poder fichar durante aquel mercado, por lo que el jugador no pudo ser inscrito hasta enero de 2018. Estuvo cuatro meses entrenando sin poder disputar ningún partido.
El 3 de enero de 2018 jugó su primer partido desde su regreso al club rojiblanco en la ida de octavos de Copa del Rey contra el Lleida Esportiu y anotó un gol.
El 29 de diciembre de 2020 puso punto final a su segunda etapa en la entidad colchonera tras llegar a un acuerdo para la rescisión de su contrato alegando motivos personales. Anotó dos goles en siete partidos aquella temporada, proclamándose por ello campeón de Liga a pesar de no formar ya parte del equipo cuando se alzó el título.

### Atlético Mineiro
Desde su marcha del equipo madrileño estuvo varios meses sin equipo, hasta que a mediados de agosto de 2021 se hizo oficial su fichaje por el Atlético Mineiro hasta finales del año 2022. Su estancia allí duró menos de lo previsto, ya que el 14 de enero el club anunció su salida de mutuo acuerdo.

### De vuelta a Inglaterra
En septiembre de 2022, tras haberle sido denegado en primera instancia el permiso de trabajo, fue anunciado como nuevo jugador del Wolverhampton Wanderers F. C. hasta final de temporada, volviendo así a competir en la Premier League.

### Botafogo
El 12 de agosto, el Botafogo anunció el fichaje del delantero Diego Costa. El delantero de 34 golpeó al entonces líder del Campeonato Brasileño. Ha estado sin club desde que dejó el Wolverhampton de Inglaterra. Llegó a pedido del entrenador Bruno Lage, quien trabajó con él en Wolves.

## Selección nacional
El 5 de marzo de 2013 fue convocado por primera vez con la selección brasileña para disputar los partidos amistosos ante Italia y Rusia. Debutó ante la primera el 21 de marzo de 2013 en el partido disputado en Ginebra. Diego saltó al campo en el minuto 69 sustituyendo a Fred.
Debido al arranque de temporada 2013-14 que protagonizó, anotando de media más de un gol por partido, se empezó a especular con la posibilidad de que Diego Costa fuera convocado con la selección española al no haber llegado a disputar partido oficial con la selección brasileña. En octubre de 2013, el seleccionador Vicente del Bosque se reunió con el futbolista y en palabras de Del Bosque, este último le comunicó su intención de jugar con la selección española. Para que este hecho se produjera, al haber jugado ya dos partidos amistosos con Brasil, se hizo necesaria una comunicación oficial por parte del futbolista que se realizó el 29 de octubre. De este modo, el 7 de noviembre, Del Bosque anunció la lista de jugadores convocados de cara a los siguientes amistosos de la selección entre los que se encontraba Diego Costa aunque finalmente fue desconvocado debido a una lesión. Finalmente, el 28 de febrero de 2014, en la última convocatoria anterior a la definitiva para el mundial, Diego Costa volvió a ser convocado con la selección española y el 5 de marzo debutó en el partido amistoso ante Italia disputando el partido completo como titular en el Estadio Vicente Calderón.
El 13 de mayo de 2014, fue convocado en la prelista de treinta jugadores para disputar el Mundial de Brasil. El 31 de mayo, se confirmó su presencia definitiva en el Mundial. En el mundial la participación de la selección española fue muy decepcionante quedando eliminada en la primera fase tras los dos primeros partidos. Diego Costa fue titular en los dos partidos y el gol de su selección vino precedido de un penalti que le hicieron.
Anotó su primer gol con la selección española en un partido de la fase de clasificación para la Eurocopa 2016 ante Luxemburgo. En dicho partido España venció por cuatro a cero siendo el gol de Diego el tercero.
En la Copa Mundial de Fútbol de 2018, fue el delantero centro titular de España. Marcó tres goles en la primera fase, pero su selección fue eliminada por Rusia en los octavos de final.

#### Goles internacionales
| N.º | Fecha                   | Estadio                                                | Rival         | Gol | Resultado | Competición                 |
| --- | ----------------------- | ------------------------------------------------------ | ------------- | --- | --------- | --------------------------- |
| 1   | 12 de octubre de 2014   | Estadio Josy Barthel, Ciudad de Luxemburgo, Luxemburgo | Luxemburgo    | 0-3 | 0-4       | Clasificación Eurocopa 2016 |
| 2   | 5 de septiembre de 2016 | Estadio Municipal Reino de León, León, España          | Liechtenstein | 1-0 | 8-0       | Clasificación Mundial 2018  |
| 3   | 5 de septiembre de 2016 | Estadio Municipal Reino de León, León, España          | Liechtenstein | 5-0 | 8-0       | Clasificación Mundial 2018  |
| 4   | 9 de octubre de 2016    | Estadio Loro Boriçi, Shkodër, Albania                  | Albania       | 0-1 | 0-2       | Clasificación Mundial 2018  |
| 5   | 24 de marzo de 2017     | Estadio El Molinón, Gijón, España                      | Israel        | 3-0 | 4-1       | Clasificación Mundial 2018  |
| 6   | 11 de junio de 2017     | Türk Telekom Arena, Estambul, Turquía                  | Macedonia     | 0-2 | 1-2       | Clasificación Mundial 2018  |
| 7   | 27 de marzo de 2018     | Estadio Metropolitano, Madrid, España                  | Argentina     | 1-0 | 6-1       | Amistoso                    |
| 8   | 15 de junio de 2018     | Estadio Olímpico de Sochi, Sochi, Rusia                | Portugal      | 1-1 | 3-3       | Mundial 2018                |
| 9   | 15 de junio de 2018     | Estadio Olímpico de Sochi, Sochi, Rusia                | Portugal      | 2-2 | 3-3       | Mundial 2018                |
| 10  | 20 de junio de 2018     | Kazán Arena, Kazán, Rusia                              | Irán          | 0-1 | 0-1       | Mundial 2018                |

## Estadísticas

### Clubes
Actualizado al último partido disputado el 8 de diciembre de 2024.
| Club | Div.          | Temporada     | Liga  | Liga  | Copas nacionales(1) | Copas nacionales(1) | Torneos internacionales(2) | Torneos internacionales(2) | Total | Total | Media goleadora |
| Club | Div.          | Temporada     | Part. | Goles | Part.               | Goles               | Part.                      | Goles                      | Part. | Goles | Media goleadora |
| --- | ------------- | ------------- | ----- | ----- | ------------------- | ------------------- | -------------------------- | -------------------------- | ----- | ----- | --------------- |
| F. C. Penafiel Portugal | 2.ª           | 2006-07       | 13    | 5     | 1                   | 0                   | -                          | -                          | 14    | 5     | 0.36            |
| F. C. Penafiel Portugal | Total club    | Total club    | 13    | 5     | 1                   | 0                   | -                          | -                          | 14    | 5     | 0.36            |
| Sporting de Braga Portugal | 1.ª           | 2006-07       | 7     | 0     | -                   | -                   | 2                          | 1                          | 9     | 1     | 0.11            |
| Sporting de Braga Portugal | Total club    | Total club    | 7     | 0     | -                   | -                   | 2                          | 1                          | 9     | 1     | 0.11            |
| R. C. Celta de Vigo · España | 2.ª           | 2007-08       | 30    | 5     | -                   | -                   | -                          | -                          | 30    | 5     | 0.17            |
| R. C. Celta de Vigo · España | Total club    | Total club    | 30    | 5     | -                   | -                   | -                          | -                          | 30    | 5     | 0.17            |
| Albacete Balompié · España | 2.ª           | 2008-09       | 35    | 9     | -                   | -                   | -                          | -                          | 35    | 9     | 0.26            |
| Albacete Balompié · España | Total club    | Total club    | 35    | 9     | -                   | -                   | -                          | -                          | 35    | 9     | 0.26            |
| Real Valladolid C. F. · España | 1.ª           | 2009-10       | 34    | 8     | 2                   | 1                   | -                          | -                          | 36    | 9     | 0.25            |
| Real Valladolid C. F. · España | Total club    | Total club    | 34    | 8     | 2                   | 1                   | -                          | -                          | 36    | 9     | 0.25            |
| Atlético de Madrid · España | 1.ª           | 2010-11       | 28    | 6     | 5                   | 1                   | 6                          | 1                          | 39    | 8     | 0.21            |
| Rayo Vallecano · España | 1.ª           | 2011-12       | 16    | 10    | -                   | -                   | -                          | -                          | 16    | 10    | 0.63            |
| Rayo Vallecano · España | Total club    | Total club    | 16    | 10    | -                   | -                   | -                          | -                          | 16    | 10    | 0.63            |
| Atlético de Madrid · España | 1.ª           | 2012-13       | 31    | 10    | 8                   | 8                   | 5                          | 2                          | 44    | 20    | 0.45            |
| Atlético de Madrid · España | 1.ª           | 2013-14       | 35    | 27    | 8                   | 1                   | 9                          | 8                          | 52    | 36    | 0.69            |
| Chelsea F. C. Inglaterra | 1.ª           | 2014-15       | 26    | 20    | 4                   | 1                   | 7                          | 0                          | 37    | 21    | 0.57            |
| Chelsea F. C. Inglaterra | 1.ª           | 2015-16       | 28    | 12    | 5                   | 2                   | 8                          | 2                          | 41    | 16    | 0.39            |
| Chelsea F. C. Inglaterra | 1.ª           | 2016-17       | 35    | 20    | 7                   | 2                   | -                          | -                          | 42    | 22    | 0.52            |
| Chelsea F. C. Inglaterra | Total club    | Total club    | 89    | 52    | 16                  | 5                   | 15                         | 2                          | 120   | 59    | 0.49            |
| Atlético de Madrid · España | 1.ª           | 2017-18       | 15    | 3     | 3                   | 2                   | 5                          | 2                          | 23    | 7     | 0.3             |
| Atlético de Madrid · España | 1.ª           | 2018-19       | 16    | 2     | -                   | -                   | 5                          | 3                          | 21    | 5     | 0.24            |
| Atlético de Madrid · España | 1.ª           | 2019-20       | 23    | 5     | -                   | -                   | 7                          | 0                          | 30    | 5     | 0.17            |
| Atlético de Madrid · España | 1.ª           | 2020-21       | 7     | 2     | -                   | -                   | -                          | -                          | 7     | 2     | 0.29            |
| Atlético de Madrid · España | Total club    | Total club    | 155   | 55    | 24                  | 12                  | 37                         | 16                         | 216   | 83    | 0.38            |
| Atlético Mineiro · Brasil | 1.ª           | 2021          | 15    | 4     | 3                   | 1                   | 1                          | 0                          | 19    | 5     | 0.26            |
| Atlético Mineiro · Brasil | Total club    | Total club    | 15    | 4     | 3                   | 1                   | 1                          | 0                          | 19    | 5     | 0.26            |
| Wolverhampton Wanderers F. C. Inglaterra | 1.ª           | 2022-23       | 23    | 1     | 2                   | 0                   | -                          | -                          | 25    | 1     | 0.04            |
| Wolverhampton Wanderers F. C. Inglaterra | Total club    | Total club    | 23    | 1     | 2                   | 0                   | -                          | -                          | 25    | 1     | 0.04            |
| Botafogo · Brasil | 1.ª           | 2023          | 13    | 3     | -                   | -                   | 2                          | 0                          | 15    | 3     | 0.23            |
| Botafogo · Brasil | Total club    | Total club    | 13    | 3     | -                   | -                   | 2                          | 0                          | 15    | 3     | 0.23            |
| Grêmio · Brasil | 1.ª           | 2024          | 15    | 1     | 8                   | 6                   | 4                          | 1                          | 27    | 8     | 0.29            |
| Grêmio · Brasil | Total club    | Total club    | 15    | 1     | 8                   | 6                   | 4                          | 1                          | 27    | 8     | 0.29            |
| Total carrera | Total carrera | Total carrera | 445   | 153   | 56                  | 25                  | 61                         | 20                         | 562   | 199   | 0.35            |
| (1) Incluye datos de Copa del Rey (2007-14); Supercopa de España (2013); FA Cup (2014-16); Copa de la Liga (2014-16) y Campeonato Gaúcho (2024). (2) Incluye datos de Europa League (2006-07), (2010-11) y (2012-13); Liga de Campeones de la UEFA (2013-16) y una champions. |               |               |       |       |                     |                     |                            |                            |       |       |                 |

### Selecciones

#### Participaciones en fases finales
| Competición                    | Categoría | Sede   | Resultado        | Partidos | Goles |
| ------------------------------ | --------- | ------ | ---------------- | -------- | ----- |
| Copa Mundial de Fútbol de 2014 | Absoluta  | Brasil | Primera fase     | 2        | 0     |
| Copa Mundial de Fútbol de 2018 | Absoluta  | Rusia  | Octavos de final | 4        | 3     |
| Total                          | Total     | Total  | Total            | 6        | 3     |

### Tripletes
| Partidos en los que anotó tres o más goles | Partidos en los que anotó tres o más goles | Partidos en los que anotó tres o más goles | Partidos en los que anotó tres o más goles | Partidos en los que anotó tres o más goles | Partidos en los que anotó tres o más goles | Partidos en los que anotó tres o más goles | Partidos en los que anotó tres o más goles |
| #                                          | Fecha                                      | Lugar                                      | Equipo                                     | Rival                                      | Goles                                      | Resultado                                  | Competición                                |
| ------------------------------------------ | ------------------------------------------ | ------------------------------------------ | ------------------------------------------ | ------------------------------------------ | ------------------------------------------ | ------------------------------------------ | ------------------------------------------ |
| 1                                          | 3 de abril de 2011                         | Reyno de Navarra, Pamplona                 | Atlético de Madrid                         | C. A. Osasuna                              | Gol · Gol · Gol                            | 2 - 3                                      | Primera División 2010-11                   |
| 2                                          | 13 de septiembre de 2014                   | Stamford Bridge, Londres                   | Chelsea F. C.                              | Swansea City A. F. C.                      | Gol · Gol · Gol                            | 4 - 2                                      | Premier League 2014-15                     |

## Palmarés

### Campeonatos regionales
| Título            | Club   | Región             | Año  |
| ----------------- | ------ | ------------------ | ---- |
| Campeonato Gaucho | Grêmio | Río Grande del Sur | 2024 |

### Títulos nacionales
| Título         | Club               | País       | Año  |
| -------------- | ------------------ | ---------- | ---- |
| Copa del Rey   | Atlético de Madrid | España     | 2013 |
| La Liga        | Atlético de Madrid | España     | 2014 |
| EFL Cup        | Chelsea F. C.      | Inglaterra | 2015 |
| Premier League | Chelsea F. C.      | Inglaterra | 2015 |
| Premier League | Chelsea F. C.      | Inglaterra | 2017 |
| La Liga        | Atlético de Madrid | España     | 2021 |
| Serie A        | Atlético Mineiro   | Brasil     | 2021 |
| Copa de Brasil | Atlético Mineiro   | Brasil     | 2021 |

### Títulos internacionales
| Título              | Club               | Sede   | Año  |
| ------------------- | ------------------ | ------ | ---- |
| Supercopa de Europa | Atlético de Madrid | Mónaco | 2010 |
| Supercopa de Europa | Atlético de Madrid | Mónaco | 2012 |
| UEFA Europa League  | Atlético de Madrid | Lyon   | 2018 |
| Supercopa de Europa | Atlético de Madrid | Tallin | 2018 |

### Distinciones individuales
| Distinción                                      | Año  |
| ----------------------------------------------- | ---- |
| Máximo goleador de la Copa del Rey (9 goles)    | 2013 |
| Jugador del mes de septiembre de la Liga BBVA   | 2013 |
| Incluido en el equipo ideal de la Liga BBVA     | 2014 |
| Trofeo Zarra                                    | 2014 |
| Jugador de agosto de la Premier League          | 2014 |
| Incluido en equipo ideal de la Premier League   | 2015 |
| MVP contra Irán en la Copa Mundial de Fútbol.   | 2018 |
| MVP de la Supercopa de Europa                   | 2018 |
| Máximo goleador del Campeonato Gaucho (6 goles) | 2024 |